# Revista fetichista
Una revista fetichista es un tipo de revista originada a finales de la década de 1940 que se dedica al fetichismo sexual. El contenido generalmente tiene como objetivo ser erótico en lugar de pornográfico.
Los primeros ejemplos más conocidos son Bizarre (1946-1959) publicado por John Willie y Leonard Burtman's Exotique, Masque, Connoisseur, Bizarre Life, High Heels, Unique World y Corporal. Gran parte del contenido de las revistas de fetiches (ropa de cuero, goma y látex, travestismo, bondage, masoquismo, dominación femenina, juegos de rol, castigos corporales, etc.) es desconcertante para las personas que no comparten los fetiches particulares discutidos y representados.
Un estudio temprano, The Undergrowth of Literature de Gillian Freeman (1967), concluyó que tales revistas brindan una catarsis para aquellos cuyas necesidades sexuales no están satisfechas de otra manera: identificó las revistas de ropa de goma como las más populares en ese momento.

## Revistas de goma y látex
- AtomAge
- Dressing for Pleasure[3]
- Marquis
- «O»
- Pussy Cat (Reino Unido, N.A. Burton, 1964-1989)[4]
- Shiny International[5]
- Skin Two
- Bedeseme Magazine

## Revistas de Bondage
- Centurian Bondage
- Bizarre
- Bizarre Life (Inc. Editorial Consolidado, 1966-1971)[6]
- Exotique
- Bondage in the Buff (Casa de Milán, 1982 - 1999)
- Bondage Photographer (Casa de Milán, 1982 - 2000)
- Captured (Casa de Milán, 1975 - 1999)
- Hogtie (Casa de Milán, 1972 - 1992)
- Hogtied (Casa de Milán, 1993 - 1999)
- Knotty (Casa de Milán, 1971 - 2002)
- Secret (1991-2008)[7]

## Revistas de nalgadas
- Blushes (UK, c. 1980s)
- Corporal (Consolidated Publishing/Eros-Goldstripe, 1960s-70s)
- Februs (UK, 1994-2003)
- Janus (UK, 1971-2007)
- Kane (Reino Unido, 1982 para presentar, ed. Harrison Marks1982@–1997)
- Over-The-Knee (Lyndon Distributores Ltd., 1980s-90s)
- Phoenix (UK, 1980-1991)
- Punished(Casa de Milán, 1978-2001)
- Roué (UK, c. 1978-1988)
- Spank Hard (Lyndon Distributores Ltd., 1990s)
- Stand Corrected (Shadow Lane, 1990s)

## Revistas femdom
- Negro y Azul[8]

- Capitulación
- Cruella
- Dominant Mystique[8]
- Domination Directory International
- Fetish World
- Forced Womanhood
- Obey
- La Bóveda[9][8]
- Whap!

## Revistas culturales
- Bizarre (Reino Unido, Dennis Editorial, 1997@–2015)[10]
- Fet-X
- Fetish Times (UK, editor Mark Ramsden, 1994–?)[11]
- KFS Magazine[12]
- Demasque Magazine[13]